# Базофільність

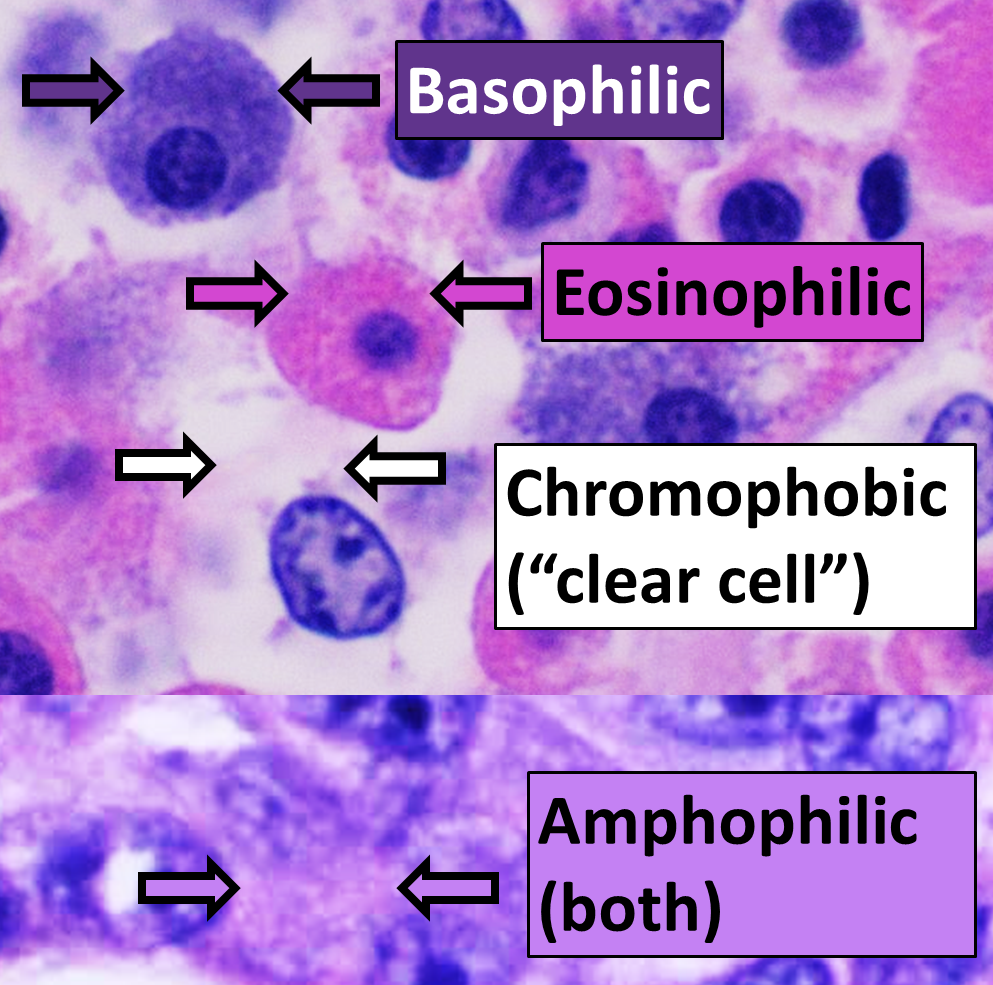
Основні типи забарвлення при використанні гематоксиліну та еозину (Г&Е).

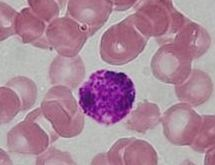
Базофільний гранулоцит забарвлюється в темно-фіолетовий колір при фарбуванні Г&Е.

Базофільність — це термін, який використовують патологоанатоми. Він описує зовнішній вигляд клітин, тканин та клітинних структур, що спостерігаються через мікроскоп після забарвлення гістологічного зрізу основним барвником. Найпоширенішим таким барвником є гематоксилін.
Назва «базофільний» відноситься до характеристики цих структур дуже добре забарвлюватися основними (лужними) барвниками. Це можна пояснити їх зарядом. Основні барвники є катіонними, тобто містять позитивні заряди, і таким чином вони забарвлюють аніонні структури (тобто структури, що містять негативні заряди), такі як фосфатний каркас ДНК у ядрі клітини та рибосоми.
«Базофільні» — це клітини, які «люблять» (від грецького «-філ») основні барвники, наприклад, гематоксилін, блакитний та метиленовий синій. Зокрема, цей термін стосується:
- базофільні гранулоцити
- базофільні клітини передньої долі гіпофіза

Аномальне збільшення кількості базофільних гранулоцитів також називають базофілією.
Протилежністю базофільних структур є ацидофільні структури, які також називають еозинофільними. Ці структури містять багато позитивних зарядів і тому сильно забарвлюються аніонними барвниками, такими як еозин. Типовою комбінацією базофільних та еозинофільних барвників є забарвлення Г&Е, яке візуалізує базофільні структури синім кольором, а еозинофільні — червоним.